# Erasinus
Erasinus is een geslacht van spinnen uit de familie springspinnen (Salticidae).

## Soorten
De volgende soorten zijn bij het geslacht ingedeeld:
- Erasinus flagellifer Simon, 1899
- Erasinus flavibarbis Simon, 1902
- Erasinus gracilis Peckham & Peckham, 1907